# Taller de Fontanilles
El Taller de Fontanilles és un jaciment al municipi d'Olèrdola, (Alt Penedès), inclòs a l'Inventari del Patrimoni Arqueològic i Paleontològic de Catalunya.
Va tenir una funció de lloc o centre de producció i explotació taller de sílex. Les restes lítiques es van trobar en superfície, segurament degut als treballs agrícoles de la zona. Aquestes restes lítiques datarien del Calcolític. Els materials que es van trobar foren fragments de làmina i ascles de talla centrípeta, osques i rascadors. Actualment les restes lítiques es conserven al Museu de Vilafranca del Penedès.